# Прилежаев, Сергей Сергеевич
Серге́й Серге́евич Прилежа́ев (1903—1979) — доктор физико-математических наук, профессор.

## Краткая биография
С. С. Прилежаев родился в Санкт-Петербурге 15 октября 1903 в семье Сергея Васильевича Прилежаева, действительного статского советника, старшего делопроизводителя канцелярии Законодательного отдела Государственной Думы. В 1913 году Прилежаев поступил в подготовительный класс гимназии Карла Мая. Получив среднее образование, он поступил на физический факультет Петроградского университета. По окончании университета в 1924 году начал работу в лаборатории академика П. И. Лукирского в Физико-техническом институте. Здесь он приобрел существенный опыт в области электронной физики и прецизионной экспериментальной техники. C 1947 по 1972-й возглавлял кафедру физики Ленинградского государственного санитарно-гигиенического института (ныне Кафедра медицинской и биологической физики Санкт- Петербургской государственной медицинской академии им. И. И. Мечникова). Автор книг «Руководство к практическим занятиям по физике для медицинских вузов» и «Физический практикум» для медицинских вузов в трех частях (три издания). Скончался 28 февраля 1979 года в Ленинграде (похоронен на Киновеевском кладбище).

## Вклад в науку
С. С. Прилежаев опубликовал более 40 научных работ, в которых описаны разные электронные явления, такие как фотоэлектрический эффект, термоэлектронная и вторично-электронная эмиссия. Прилежаев внёс существенный вклад в изучение распределения скоростей в условиях радиального электрического поля в сферическом конденсаторе. Совместно с академиком П. И. Лукирским им был разработан метод сферического конденсатора, который определял величину постоянной Планка с максимальной для того времени точностью. Он же впервые изучил физические свойства сурьмяно-цезиевого фотокатода, что позже стало темой его докторской диссертации.